# Gran Premi Castella i Lleó
El Gran Premi Castella i Lleó va ser una competició ciclista femenina d'un dia, que es disputava a Castella i Lleó, a Espanya. Creada el 2002 va formar part de la Copa del Món de ciclisme femení. L'última edició es va córrer el 2006.

## Palmarès
| Any  | Vencedora         | Segona        | Tercera           |
| ---- | ----------------- | ------------- | ----------------- |
| 2002 | Regina Schleicher | Petra Rossner | Mirjam Melchers   |
| 2003 | Mirjam Melchers   | Anita Valen   | Sara Carrigan     |
| 2004 | Angela Brodtka    | Oenone Wood   | Mirjam Melchers   |
| 2005 | Susanne Ljungskog | Judith Arndt  | Tatiana Guderzo   |
| 2006 | Nicole Cooke      | Judith Arndt  | Susanne Ljungskog |